# Новоселки (посёлок, городской округ Ступино)
Новосёлки — посёлок в Московской области в составе городского округа Ступино (до 2017 года входила в состав Городского поселения Жилёво в Ступинском районе Московской области, до 2006 года — центр Новосёлковского сельского округа). На 2016 год Новосёлки, фактически, дачный посёлок — при 54 жителях в деревне 9 улиц, переулок, тупик и 16 садовых товариществ.

## История
Постановлением Губернатора Московской области от 22 февраля 2019 года № 78-ПГ категория населённого пункта изменена с «деревня» на «посёлок».

## Население
| 2002 | 2006 | 2010 |
| ---- | ---- | ---- |
| 55   | ↘44  | ↗56  |

## Описание
Новосёлки расположены на правом берегу реки Каширка, у устья притока Лубянка (или Любенка), высота центра деревни над уровнем моря — 149 м. Ближайший населённый пункт село Шугарово — около 0,6 км на запад, там же остановочный пункт Павелецкого направления МЖД. Автобусное сообщение отсутствует.
В деревне действует часовня (ср. название одной из улиц — Часовенная).